# H.A. Jonas Söhne & Co.
H.A. Jonas Söhne & Co. war eine Hamburger Privatbank, sie bestand von 1826 bis 1941.

## Geschichte
Die Wurzeln dieser unabhängigen Privatbank reichen bis in das Jahr 1783 zurück, in dem sie von drei miteinander verwandten Herren Jonas gegründet worden war. Aber erst 1826 wurde die Bank als H.A. Jonas Söhne & Co. gerichtlich eingetragen. Neben den üblichen Bankgeschäften betrieb die Familie Jonas ihre eigene Gold- und Silberscheideanstalt, die 1873 an die Norddeutsche Affinerie überging.
Die Jonas-Bank gehörte zu einem Konsortium von Hamburger Unternehmern, darunter Max Warburg, Rudolf Blohm auch Hermann Münchmeyer der Jüngere, die die Hamburgische Bank von 1923 Aktiengesellschaft gründeten und durch sie das erste wertbeständige Geld nach der Inflation herausbrachten.
Seit 1941 hieß die Bank Herms & Co. und wurde 1982 in Herms Bank KG umbenannt. Die Bank musste 1983 nach einer Phase der starken Expansion die Schalter schließen, weil erheblicher ungedeckter Wertberichtigungsbedarf festgestellt worden war.